# Вушу
Вушу (кин. 武术/武術, борбена/борилачка вештина) означава кинеске борилачке вештине. Други називи су гуошу (кин. 国术/國術, национална вештина) и кванфа или куен фат (кин. 拳法, метода/вештина песнице). На западу се за кинеске борилачке вештине каже често кунг фу (кин. 功夫, гонг фу, нешто кроз тешки/стрпљиви посао достигнуто), што је у почетку било погрешно изведено од кванфа и шаолинског кунг фуа (вештине односно напори шаолина).
Випу има дугу историју у односу на кинеске борилачке вештине. Развијен је 1949. године у настојању да стандардизује праксу традиционалних кинеских борилачких вештина, мада покушаји да се структуришу различите традиције децентрализованих борилачких вештина датирају од раније, када је Централни институт гуоша основан у Нанкингу 1928. године.

## Стилови
У Кини постоје борилачке вештине од којих су неке њихове традиције векове старе. Данас су познате пар стотину традиционалних и модерних борилачких вештина. 
За порекло већина стилова сматрају се борилачке вештине будистичких монаха манастира шаолина (шаолински кунг фу или шаолин-кванфа) или оне таоистичких монаха из Вуданг-планина. Оне нису служиле једино за самоодбрану или употребу у борби, него исто за медитацију, фискултуру и здравствену науку. Ван монашких, касније и војних, настао је с временом и аспект позоришних игара, који се нарочито данас пимењује. 
Многи стилови садржавају технике са оружјем и без оружја, где до употребе долазе различита оружја. 

### Унутрашњи и спољашњи стилови
Кинеске борилачке вештине класификују се често у две групе, на спољашње или тврде (кин. 外家拳, ваи јиа) и на унутрашње или меке стилове (кин. 內家拳, неи јиа). У спољашњим или тврдим стиловима нагласује се окретност, снага и брзина, у унтрашњим или меким стиловима противник се треба победити кроз мекост, значи тиме што се нападачу не нуди директан отпор, а посебно се нагласује унутрашња снага, такозвани чи. Спољашњи стилови повезују се са борилачким вештинама шаолина, унутрашњи стилови са таоистичким монасима из Вуданга. Познати примери спољашњих стилова су џет кун до Брус Лиа или винг чун, таи чи чуан је данас можда најпознатији унутрашњи стил. 
Међутим, у синологији ова подела се сматра неадекватном, јер обоје групе користе спољашње и унутрашње технике. Спољашњи стилови истичу више телесну динамичност, унутрашњи стилови вежбају се медитативно и тиме лагано и полако. Поделу на спољашње и унутрашње стилове предестинирају пре свега привржени таи чи чуану на западу, који тиме желе да се ограниче оних школа и стилова у које медитативни аспект нема велику важност. Треба али нагласити да је медитативни аспект у многим изворним спољашњим стиловима имао важну улогу, најпре у шаолину, док други спољашњи стилови као нпр. винг чун ни у јужнокинеском оригиналу томе нису посветили посебну или превелику пажњу.

### Северни и јужни стилови
Друга могућност класификације кинеских борилачких вештина ослања на географске разлике, тј. на северне и јужне стилове. Ова се класификација користи посебно у Кини. Као средњи и нека врста веза између ових понекад се наводи шаолински стил, али генерално важи подела на северне и јужне стилове. Карактеристике су: 
- северни: широки, пространи покрети, брза трчања, скокови и високи ударци ногама (неупућени човек би неке од ових стилова сматрао за теквондо)
- јужни: кратки, експлозивни покрети, виши ставови, мало трчања и скокови (класичан пример винг чун)

Северни стилови дају већу улогу техникама с ногу, док јужни стилови предестинирају технике с рукама. Разлог за ове разлике био је што су северни Кинези вишњи од јужних, такође имају и више слободних простора. Други разлог је што је на северу било више борба са коњицом него на југу, па и одатле више употреба удараца с ногу.

## Оружје
Оружја која се користе у вушу су: 
- кинески мач, 劍 јиан
- кинеска сабља, 刀 дао
- три штапа спојена (слично нунчакама, ове са два штапа), сан ји гун
- дуги штап, 棍 гун
- кратки штап, 棍 дуон гун
- лепеза, 棍 шан
- хелебарда, 戟 пу дао или да дао
- копље, 槍 квијанг
- ланац, јиу ји биен

Ретка оружја су: 
- оштрица стреле на конопцу, шен бијао
- мачеви будак, шуан гао
- бич, биен
- метеорски чекић, лиу ксинг кви

## Историја

### Рана периода
Сваки народ и свака култура развиле су своје специфичне борилачке вештине. У Кини оне се јављају врло рано, но најранији писмени извештај има се у генерала Сун Цуа у његовој књизи „Умеће ратовања“. Сун Цу није се бавио филозофијом борилачких вештина, него посматрао је њихову практичну корист, са циљем једне што више ефективније борбене вештине за војнике, којима је она била често једина опрема у ратовању. Први вушу у данашњем смислу настаје за време чин-династије (221-207 п. н. е.), од таоистичких монаха. Вежбе су првобитно служиле за одржавање такозване „равнотеже са небом“ и за „борбу против демона“.

### Утицај Будизма
Са временом настаје у развијању вушуа све више промена к једној спиритуалној страни. Док је у почетку таоистичка филозофија била најјача снага у духовности вушуа, са доласком Будизма будистички утицај постаје јачи. За време танг-династије (618-907) обадва правца су доспели једнаки утицај и држали међусобну равнотежу. Веома важна тачка у историји вушуа био је долазак Бодидарме у Кину. Бодидарма, један будистички монах из Индије, дошао је око 527. у дан данас познати манастир Шаолин. Овај будистички манастир грађен је 495. за време цара Тобе из веј-династије (386-534). Бодидарма је у Шаолину основао своју школу чан-будизма, данас познатији под јапанским називом зен будизам. Бодидарма међутим није се концентрисао једино на спиритуалну науку, него је основао исто технике за вежбање тела, које ће касније да се развију у борилачке вештине шаолинских монаха. Шаолински монаси први пут су се прочули као телохранитељи цара Ли Шимина (598-649). Учење шаолинских борилачких вештина базирало је на пет принципије: 
- постепено дизање оптерећености, не допустити брзе промене и повреде
- цео живот интензивно, истрајно и без прекида вежбати
- уздржавање у јелу и никакво месо, избегавање алкохола и разврата
- у свим околностима чувати мир и смирење, сећати се јединства смрти и живота
- држати се строгог ритуала и следити утврђене традиције

Технике су се све више развијале и њихова ефективност побољшале. Развијање борилачких вештина шаолина имале су врхунац за време танг-династије. У то време пак, кад је цветала кинеска култура, настале су већи број школа борилачких вештина и медицине. У ове школе свако је имао приступ, те нису биле само приватне него су имали и државну подршку, и организоване су као војничке школе. 
При крају танг-династије следе тешка времена за Будизам у Кини. Око 851. и 852. настале су буне сељака и војника. То су биле претече велике сељачке буне од 874. до 901. У борби против тих буна кинеска влада је кренула и против будистичког монаштва, сматрајући га за једног од извора побуна. У наредним годинама уништени су око 4500 знаменитих манастира и око 40000 храмова. Ни Шаолин са својим филијалама није избегао ту судбину. Монаси су протерани из својих манастира и расејали су се по целој земљи. Изван манастирских зидова борилачка вештина шаолина отворила се широким народним масама.

## Вушу у Народној Републици Кини
У педесетим годинама 20. века државне власти Народне Републике Кине основале су спортски савез у којем је требало да многи мајстори вушуа учествују, са циљем стварања једног канона у стандардизацији и категорији борилачких вештина. Настао је „модерни вушу“, који су државне власти признале за званично 1959. године. Истовременом укинута је подела традиционалних борилачких вештина на стилове и системе. Посебно за време кинеске културне револуције (1966-1976) сузбијане су традиционлне борилачке вештине, док су њихови мајстори и ученици прогоњени. Једино тренирање и предавање стандардизованих форма „модерног вушуа“ под контроли државног вушу савеза било је пожељно. 
Последица је била да је велики број мајстора традиционалних борилачких вештина напустило Кину, многи у Тајван, Хонгконг, али и у друге земље, чему се традиционални вушу почео ширити целим светом. Са крајем културне револуције стање за традиционалне борилачке вештине у Кини се ублажило, данас се од државних власти и унапређују.

## Вушу у Републици Србији
Мајстор борилачких вештина др Срђан Брковић 2012. је изложио историју вушуа у Србији у својој докторској дисертацији одбрањеној на Факултету за менаџмент у спорту у Београду.

## Критике
Вушу се суочио са критикама као такмичарски спорт. Неки традиционални борилачки уметници су га критиковали због тога што је превише комерцијализован, губи многе од својих оригиналних вредности и потенцијално угрожава старе стилове подучавања. Такви критичари тврде да је савремени вушу помогао да се створи дихотомија између рада на формама и борбене примене.